# Bisiyingzi
Bisiyingzi (kinesiska: 必斯营子, 必斯营子乡) är en socken i Kina. Den ligger i den autonoma regionen Inre Mongoliet, i den norra delen av landet, omkring 620 kilometer öster om regionhuvudstaden Hohhot. Antalet invånare är 25125. Befolkningen består av 11 985 kvinnor och 13 140 män. Barn under 15 år utgör 15,0 %, vuxna 15-64 år 75 %, och äldre över 65 år 9,0 %.
Genomsnittlig årsnederbörd är 742 millimeter. Den regnigaste månaden är juni, med i genomsnitt 181 mm nederbörd, och den torraste är januari, med 2 mm nederbörd.